# Hadj Mirza Aghassi
Pour les articles homonymes, voir Agassi.
Hadj Molla Abbas Iravani, né en 1783 à Makou (Iran), mort en 1849 à Karbala (aujourd’hui en Irak), connu sous le nom de Hadj Mirza Aghassi (persan : حاج میرزا آقاسی) était une des figures connues de l’histoire d’Iran à l’époque Qajar. Il était le dernier Sadre-e A'zam (premier ministre) de Mohammad Chah Qadjar, de 1835 à 1848.
Il était connu pour ses idées controversées de fabrication de canon et ses relations avec les délégations russes et anglaises, les puissances de l’époque en Iran.